# Monceau (metrostation)
Monceau is een station van de metro in Parijs langs metrolijn 2, op de grens van het 8e en het 17e arrondissement. De naam is afgeleid van het dorp Monceau uit de 15e eeuw.

## Geschiedenis
Het station werd geopend op 7 oktober 1902, bij de uitbreiding van metrolijn 2 van station Étoile (het huidige station Charles de Gaulle - Étoile) tot station Anvers.

## Aansluitingen
- Bus (RATP): 30

## In de omgeving
- Parc Monceau
- Musée Nissim-de-Camondo
- Musée Cernuschi

Porte Dauphine · 
Victor Hugo · 
Charles de Gaulle - Étoile · 
Ternes · 
Courcelles · 
Monceau · 
Villiers · 
Rome · 
Place de Clichy · 
Blanche · 
Pigalle · 
Anvers · 
Barbès - Rochechouart · 
La Chapelle · 
Stalingrad · 
Jaurès · 
Colonel Fabien · 
Belleville · 
Couronnes · 
Ménilmontant · 
Père Lachaise · 
Philippe Auguste · 
Alexandre Dumas · 
Avron · 
Nation